# Calle Pumacurco
La Calle Pumacurco es una calle ubicada en la zona monumental de la ciudad del Cusco, Perú. Junto con las calles San Agustín, Herrajes y Palacio forma uno de los ejes que recorren de sur a norte lo que fue el casco incaico de la ciudad, comunicando el centro de la misma (el antiguo Huacaypata y actual Plaza de Armas) con la zona de Limacpampa donde se iniciaba el camino inca que comunicaba a la capital imperial con el Collasuyo. 
Su nombre Pumacurco es una castellanización de los vocablos Pumac Curcun que, en quechua, significa "Lomo de Puma" haciendo referencia a que, durante el incanato, la ciudad del Cusco tenía la forma de un Puma siendo que esta calle marcaría el límite nororiental de la misma. 
Desde 1972 la vía forma parte de la Zona Monumental del Cusco declarada como Monumento Histórico del Perú. Asimismo, en 1983 al ser parte del casco histórico de la ciudad del Cusco, forma parte de la zona central declarada por la UNESCO como Patrimonio Cultural de la Humanidad. y en el 2014, al formar parte de la red vial del Tawantinsuyo volvió a ser declarada como patrimonio de la humanidad.

## Historia
La vía corresponde al trazado urbano realizado durante el imperio de los incas siendo una vía importante por cuanto comunica la zona de Limacpampa hasta el cerro Saqsayhuamán y el Colcampata. Su importancia entonces se debía a que desde la zona de Limacpampa partía el camino que conducía al Collasuyo que se corresponde con los territorios del actual departamento de Puno, Bolivia y el Norte Argentino. Esta vía constituía el ingreso más directo hacia el centro de la ciudad ya que la otra vía paralela que cruzaba frente al Qoricancha se encontraba, durante el incanato, prohibida al paso de la mayoría de las personas.
En su inicio se encuentra la Casa Cabrera que es uno de los edificios más antiguos de la ciudad. Luego de la fundación española de la ciudad, el solar fue asignado al conquistador Alonso Díaz. EN 1558 la casona sirvió como sede del primer Monasterio de Santa Clara quienes ocuparon dicho solar hasta 1622. En 1908 la casa fue adquirida por las Hijas de María Auxiliadora. El Colegio María Auxiliadora funcionó en ese local - y en las casas aledañas que fueron adquiridas posteriormente- hasta 1950 cuando el terremoto de ese año generó grandes daños en la estructura física del inmueble. En la imposibilidad de la congregación de hacerse cargo de los costos de la remodelación, se decidió su venta. En 1981, el entonces "Banco de los Andes" (hoy BBVA) compró el inmueble y dispuso su funcionamiento como museo. Desde el 2003, aloja el Museo de Arte Precolombino gracias a una alianza con el Museo Larco Herrera de Lima.

#### Libros y publicaciones
- Angles Vargas, Víctor (1983). Historia del Cusco Cusco Colonial Tomo II Libro Segundo. Lima: Industrialgrafica S.A.
- Burger, Richard L.; Salazar, Lucy C. (2019). «La Museografía en Cusco: Diferentes Museos, Diferentes Narrativas.». Chungará 51 (2). ISSN 0717-7356. Consultado el 17 de enero de 2020.
- Kubler, George (1953). «Cuzco Reconstrucción de la ciudad y restauración de sus monumentos Informe de la misión enviada por la Unesco en 1951». UNESCO. Consultado el 26 de agosto de 2019.

- Datos: Q107552953
- Multimedia: Calle Pumacurco / Q107552953